# مشروع الصمت (فلم)
مشروع الصمت هو فيلم إثارة وكوارث كوري جنوبي تم إنتاجه عام 2023، شارك في كتابته وإخراجه كيم تاي غون. وبطولة لي سون كيون، جو جي جون. تم عرضه في مهرجان كان السينمائي السادس والسبعين في 21 مايو 2023.

## روابط خارجية
- مشروع الصمت على موقع IMDb (الإنجليزية)
- مشروع الصمت على موقع ميتاكريتيك (الإنجليزية)
- مشروع الصمت على موقع روتن توميتوز (الإنجليزية)
- مشروع الصمت على موقع ألو سيني (الفرنسية)
- مشروع الصمت على موقع فيلمافينيتي (الإسبانية)
- مشروع الصمت على موقع قاعدة بيانات الفيلم (الإنجليزية)
- مشروع الصمت على موقع ليتربوكسد (الإنجليزية)